# حصار (قزوین)
حصار، روستایی از توابع بخش طارم سفلی شهرستان قزوین در استان قزوین ایران است.

## تاریخ
روستای حصار چوقور در قسمت جنوبی منطقه طارم دست کم قدمتی پانصد ساله دارد. در نزدیکی این روستا بقایای قلاع قدیمی و خرابه های دو روستای قدیمی با اسامی جمال کندی و آل بئلی دیده می‌شوند که محل سکونت اولیه اهالی این روستا بوده‌اند. این روستا با وجود جمعیت فراوان در گذشته به دلیل مهاجرت فراوان به شهرهای استان‌های تهران، البرز، قزوین و زنجان رشد جمعیتی نداشته است؛ اما همچنان از بزرگترین و مهمترین روستاهای ناحیه طارم در استان قزوین و مرکز دهستان چوقور است.

## موقعیت جغرافیایی
روستای حصار در شمال غربی استان قزوین و جنوب غربی بخش طارم سفلی قرار دارد. روستای حصار از توابع بخش طارم سفلی شهرستان قزوین است. این روستا با مختصات جغرافیایی ۴۹ درجه و ۷ دقیقه طول شرقی.و ۳۶ درجه و ۳۰ دقیقه عرض شمالی.در فاصله ۱۲۰ كیلومتری قزوین قرار دارد. از جنوب شرق به كوه‌های بتک و سندان‌داغ و از جنوب به كوه قراول‌داغ (قاراوُل‌داغ) محدود می‌شود. رودخانه درگاه از جنوب این روستا می‌گذرد و به رودخانه اورکن‌چایی می‌ریزد. ارتفاع این روستا از سطح دریا ۱۹۹۰ متر است.و از نظر اقلیمی دارای آب و هوای معتدل در تابستان و سرد و خشك در زمستان است.این روستا در یک محدوده کوهستانی استقرار یافته و بافت مسکونی متمرکزی دارد. به‌ویژه در بافت  قدیم روستا. این تمرکز به گونه‌ای است که خانه‌های روستاییان در کنار یکدیگر و چسبیده به هم بنا شده‌اند. خانه‌های جدید از این قاعده مستثنی می‌باشند و نسبتاً پراکنده‌اند. خانه‌های روستاییان متناسب با نوع فعالیت و درآمد افراد احداث گردیده‌اند. نکته جالب توجه درباره خانه‌های این روستا. تزیینات خارجی آن‌ها است، که به صورت ساده و همرنگ طبیعت اطراف خود می‌باشند. مصالح به‌کار رفته در بناهای قدیمی شامل گل، سنگ، خشت و چوب می‌باشد. ولی در ساخت خانه‌های جدید از مصالحی مانند آجر، گچ، سیمان، آهن استفاده شده است. وجود باغ‌های سرسبز و همچنین درخت‌زارهای حاشیه رودخانه درگاه که از جنوب روستا  می‌گذرد. به‌ویژه در فصول بهار و تابستان جلوه ویژه‌ای به روستا می‌دهد. 

## جمعیت
این روستا مرکز دهستان چوقور است و براساس سرشماری مرکز آمار ایران در سال ۱۳۸۵، جمعیت آن ۲۸۰ نفر (۸۷ خانوار) بوده‌است. از سال ۱۳۳۵ به بعد بخش زیادی از جمعیت روستا به دلیل محرومیت به استان های تهران، البرز و شهرهای مختلف استان زنجان و استان قزوین مهاجرت کردند که از سال ۱۳۹۰ به بعد با مهاجرت معکوس اهالی جمعیت روستا تا حدودی افزایش یافت. جمعیت روستا در سال ۱۳۹۵ برابر ۷۲۰ نفر و ۲۳۵ خانوار است که به زبان ترکی آذربایجانی صحبت می‌کنند. مردم روستا به کشاورزی، دامداری، باغداری و قالی بافی با طرح علی آباد (طارم) می‌پردازند. هرساله در این روستا مراسم جشن خرمن در محل امامزاده روستا برگزار می‌شود که اهالی به آن اوجاق‌لار می‌گویند (به امامزاده و مکان مقدس در ترکی اوجاق گفته می‌شود).

## غذاهای محلی
غذاهای محلی روستای حصار به دلیل رونق دامداری و در دسترس‌بودن فرآورده‌های دامی مانند گوشت و لبنیات از تنوع زیادی برخوردار است. از جمله این غذاها می‌توان به آبگوشت بزباش، فسنجان، انواع آش به‌ویژه آش دوغ، آش ماست (قاتیق) کباب با گوشت تازه و همچنین انواع پلو و چلوخورشت به همراه ماست و دوغ محلی که سفره مردم این روستای کوهستانی و زیبا را رنگین می‌کنند، اشاره نمود.